# Totale differentiaalvergelijking
Een totale differentiaalvergelijking of exacte differentiaalvergelijking is een differentiaalvergelijking waarvan de algemene vorm geschreven kan worden als:
{\displaystyle P(x,y)\,\mathrm {d} x+Q(x,y)\,\mathrm {d} y=0}
en waarbij de partiële afgeleiden van {\displaystyle P(x,y)} naar {\displaystyle y} en van {\displaystyle Q(x,y)} naar {\displaystyle x}, de zogenaamde gekruiste afgeleiden, aan elkaar gelijk zijn:
{\displaystyle {\frac {\partial P(x,y)}{\partial y}}={\frac {\partial Q(x,y)}{\partial x}}}
Deze soort differentiaalvergelijking komt voor in de natuurkunde, waar ze als oplossing een behoudswet hebben.

## Oplossingsmethode
Als de twee bovenvermelde partiële afgeleiden aan elkaar gelijk zijn, is er een functie {\displaystyle f(x,y)} waarvan de partiële afgeleiden de functies {\displaystyle P(x,y)} en {\displaystyle Q(x,y)} uit de differentiaalvergelijking zijn:
{\displaystyle {\frac {\partial f(x,y)}{\partial x}}=P(x,y)}
{\displaystyle {\frac {\partial f(x,y)}{\partial y}}=Q(x,y)}
en waarvan het linkerlid van de differentiaalvergelijking de totale differentiaal is: 
{\displaystyle \mathrm {d} f(x,y)={\frac {\partial f(x,y)}{\partial x}}\,\mathrm {d} x+{\frac {\partial f(x,y)}{\partial y}}\,\mathrm {d} y}
De functie {\displaystyle f(x,y)} kan gevonden worden, hetzij door {\displaystyle P(x,y)} naar {\displaystyle x} te integreren, hetzij door {\displaystyle Q(x,y)} naar {\displaystyle y} te integreren. In de praktijk kiest men de integraal die het eenvoudigst te berekenen is. 
Bij integratie van {\displaystyle P(x,y)} naar {\displaystyle x} volgt:
{\displaystyle f(x,y)=\int P(x,y)\,\mathrm {d} x+\varphi (y)},
met {\displaystyle \varphi (y)} een functie die alleen van de veranderlijke {\displaystyle y} afhangt. Deze onbekende functie wordt bepaald door deze uitdrukking van {\displaystyle f(x,y)} partieel naar {\displaystyle y} te differentiëren, en dit resultaat te vergelijken met {\displaystyle Q(x,y)}:
{\displaystyle {\frac {\partial f(x,y)}{\partial y}}={\frac {\partial }{\partial y}}\left(\int P(x,y)\,\mathrm {d} x\right)+{\frac {\mathrm {d} \phi (y)}{\mathrm {d} y}}=Q(x,y)}
Op deze manier wordt de afgeleide van de functie {\displaystyle \varphi (y)} verkregen, en door integratie naar {\displaystyle y} de functie zelf.
De algemene oplossing is dan de familie impliciete functies:
{\displaystyle f(x,y)=K}

## Voorbeeld
De differentiaalvergelijking:
{\displaystyle (2xy+\cos(x))\,\mathrm {d} x+(x^{2}+3y^{2})\,\mathrm {d} y=0}
is een totale differentiaalvergelijking. De functie {\displaystyle f(x,y)} kan verkregen worden door (bijvoorbeeld) {\displaystyle P(x,y)} naar {\displaystyle x} te integreren:
{\displaystyle f(x,y)=\int P(x,y)\,\mathrm {d} x+\varphi (y)=x^{2}y+\sin(x)+\varphi (y)}
De partiële afgeleide hiervan naar {\displaystyle y} moet gelijk zijn aan {\displaystyle Q(x,y)}:
{\displaystyle x^{2}+\varphi '(y)=x^{2}+3y^{2}},
zodat:
{\displaystyle \varphi (y)=y^{3}}
Het is niet nodig hier een willekeurige integratieconstante te voorzien omdat deze toch zal opgaan in de willekeurige constante van de algemene oplossing van de differentiaalvergelijking.
De algemene oplossing van de differentiaalvergelijking is dus:
{\displaystyle x^{2}y+\sin(x)+y^{3}=K}

## Behoud van energie
De gravitatiewet van Newton in één dimensie wordt beschreven door de tweede orde differentiaalvergelijking:
{\displaystyle m\,{\frac {\mathrm {d} ^{2}r}{\mathrm {d} t^{2}}}=-G\,{\frac {M\cdot m}{r^{2}}}}
waarin {\displaystyle M} de aantrekkende massa is, {\displaystyle m} een kleine testmassa, {\displaystyle r} de afstand van de testmassa tot de aantrekkende massa en {\displaystyle G} de universele gravitatieconstante. De tweede afgeleide van {\displaystyle r} naar de tijd {\displaystyle t} kan worden herschreven als:
{\displaystyle {\frac {\mathrm {d} ^{2}r}{\mathrm {d} t^{2}}}={\frac {\mathrm {d} v}{\mathrm {d} t}}={\frac {\mathrm {d} v}{\mathrm {d} r}}\,{\frac {\mathrm {d} r}{\mathrm {d} t}}=v\,{\frac {\mathrm {d} v}{\mathrm {d} r}}}
waarbij {\displaystyle v} de snelheid van de testmassa is, zodat de gravitatiewet wordt herschreven als:
{\displaystyle m\,v\,\mathrm {d} v+G\,{\frac {M\cdot m}{r^{2}}}\,\mathrm {d} r=0}
Dit is een totale differentiaalvergelijking want de gekruiste afgeleiden zijn beiden nul. (Deze differentiaalvergelijking is overigens ook op te lossen met de methode voor scheiden van veranderlijken). De algemene oplossing is:
{\displaystyle {\tfrac {1}{2}}mv^{2}+\left(-G\,{\frac {M\cdot m}{r}}\right)=K}
en dit is niets anders dan een vorm van de wet van behoud van energie. De eerste term bevat de kinetische energie, de tweede de potentiële energie van de testmassa. Het nulniveau van de potentiële energie ligt hier in oneindig.

## Totale differentiaalvergelijking in drie dimensies
De differentiaalvergelijking:
{\displaystyle P(x,y,z)\,\mathrm {d} x+Q(x,y,z)\,\mathrm {d} y+R(x,y,z)\,\mathrm {d} z=0}
is een totale differentiaalvergelijking indien:
{\displaystyle {\frac {\partial P(x,y,z)}{\partial y}}={\frac {\partial Q(x,y,z)}{\partial x}};\quad {\frac {\partial Q(x,y,z)}{\partial z}}={\frac {\partial R(x,y,z)}{\partial y}};\quad {\frac {\partial R(x,y,z)}{\partial x}}={\frac {\partial P(x,y,z)}{\partial z}}}
Indien er een functie {\displaystyle f(x,y,z)} bestaat met:
{\displaystyle {\frac {\partial f}{\partial x}}=P(x,y,z);\quad {\frac {\partial f}{\partial y}}=Q(x,y,z);\quad {\frac {\partial f}{\partial z}}=R(x,y,z)}
dan is de algemene oplossing:
{\displaystyle f(x,y,z)=K}